# Cabala degli Importanti
La cabala degli Importanti è il nome dato ad un complotto organizzato il 27 maggio 1643 da Francesco di Vendôme, duca di Beaufort, e da Marie de Rohan-Montbazon, duchessa di Chevreuse con l'aiuto di alcuni "Grandi" dell'epoca:
- Claudio de Bourdeille, conte de Montrésor
- Carlo de l'Aubespine, marchese di Châteauneuf
- Enrico II, duca di Guisa

I complottanti volevano spogliare i seguaci di Richelieu, in particolare i principi di Condé di tutti i loro beni e privilegi e recuperare le cariche perse ai tempi del cardinale Richelieu (infatti, ad esempio, "l'eminenza rossa" aveva obbligato Cesare di Borbone.Vendôme a lasciare le sue proprietà terriere in Bretagna nel 1630) La cabala mirava, da una parte ad allontanare Anna d'Austria dal suo nuovo primo ministro Giulio Mazzarino, ritenuto troppo ostile alla nobiltà, e dall'altra a firmare una pace separata con Filippo IV di Spagna. Per questo essi avevano previsto di far assassinare il Mazarino per poterlo poi sostituire con Agostino Potier, vescovo di Beauvais.